# Gustaf Tiselius
Gustaf August Tiselius, född den 25 augusti 1833 i Hällsjö, Jämtland, död den 21 februari 1904 i Stockholm, var en svensk botanist. Han var far till Karl och Daniel Tiselius.
Tiselius blev student vid Uppsala universitet 1851, genomgick Ultuna lantbruksinstitut och blev filosofie doktor 1869. Han var 1863–1865 lärare vid Ryssbylunds lantbruksskola och 1867–1880 vid Stockholms Lyceum och Atheneum. Tiselius blev kollega vid Jakobs läroverk 1868 och var därjämte lärare i botanik och zoologi vid Ultuna 1868–1892. Han främjade i hög grad kännedomen om det förut föga utredda släktet Potamogetons många arter och varieteter; en frukt av detta arbete är ett exsickatverk i jättefolio, Potamogetones suecici exsiccati (3 fasciklar, 1894, 1895, 1897), belönat med Kungliga Vetenskapsakademiens äldre Linnémedalj i guld. Tiselius omfattande samlingar tillhör Riksmuseum.
Auktorsnamnet Tiselius kan användas för Gustaf Tiselius i samband med ett vetenskapligt namn inom botaniken; se Wikipediaartiklar som länkar till auktorsnamnet.